# Sylvanian Families
 (février 2021).
Si vous disposez d'ouvrages ou d'articles de référence ou si vous connaissez des sites web de qualité traitant du thème abordé ici, merci de compléter l'article en donnant les références utiles à sa vérifiabilité et en les liant à la section « Notes et références ».

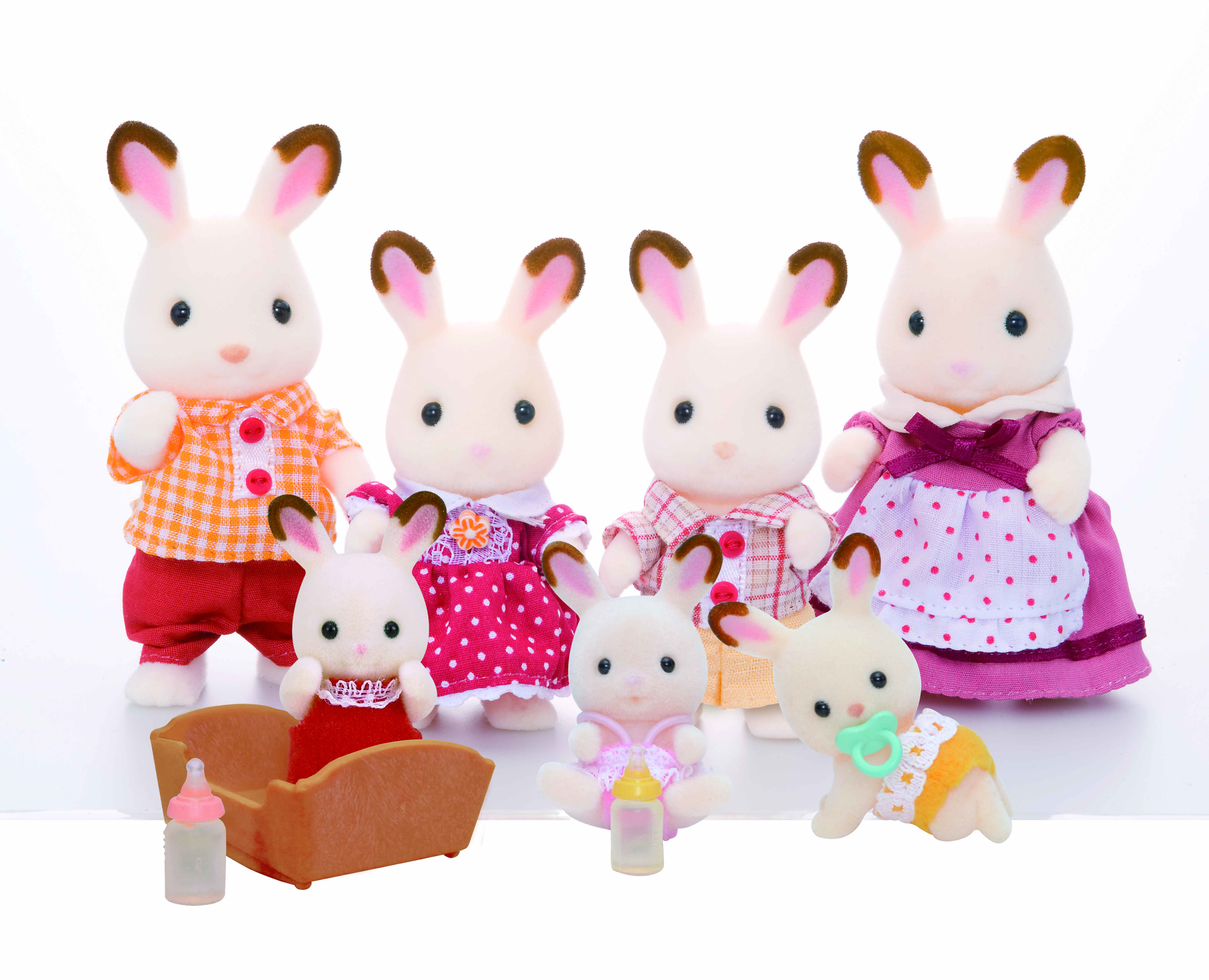
Image représentant les membres de la famille Sylvanian Families

Les Sylvanian Families, créées et commercialisées depuis 1985 par la société Japonaise Epoch, sont des jouets représentant des animaux de forêt. Ils constituent plusieurs familles du village fictif de Sylvania, niché au cœur des montagnes vertes et bordé d’une nature luxuriante.

## Étymologie
Le terme Sylvanian vient du latin silva qui signifie forêt, avec le suffixe -anus qui indique l'appartenance, la provenance, d'où le sens « qui vient de la forêt ».

## Histoire
Les Sylvanian furent présentés au public le 20 mars 1985 au Japon par la société Epoch, dont l'idée était de combiner maisons de poupées et figurines d'animaux anthropomorphes. Dans la première série, les maisons étaient en porcelaine et les meubles en bois. Ultérieurement, le plastique et le métal leur furent substitués.
La même année, les jouets sont commercialisés aux États-Unis avec de légères différences. Bien que les personnages ne soient pas différents, ces derniers sont vendus sous la marque Calico Critters qui est la même.

## Les personnages

### Les familles du village
| Famille                    | Rôle                             | Prénom             | Date de naissance |
| -------------------------- | -------------------------------- | ------------------ | ----------------- |
| Famille lapin chocolat     | Papa                             | Frasier            | 1er juillet       |
| Famille lapin chocolat     | Maman                            | Terri              | 17 novembre       |
| Famille lapin chocolat     | Fils                             | Coco               | 1er février       |
| Famille lapin chocolat     | Fille                            | Freya              | 3 octobre         |
| Famille lapin chocolat     | Bébé (fille)                     | Crème              | 14 juillet        |
| Famille lapin chocolat     | Jumeau (en jaune)                | Millie             | 12 décembre       |
| Famille lapin chocolat     | Jumelle (en rose)                | Laura              | 12 décembre       |
| Famille lapin chocolat     | Grand-père                       | Rhys               | 19 août           |
| Famille lapin chocolat     | Grand-mère                       | Patricia           | 26 janvier        |
| Famille écureuil roux      | Papa                             | Cedric             | 29 janvier        |
| Famille écureuil roux      | Maman                            | Yardley            | 22 décembre       |
| Famille écureuil roux      | Fils                             | Ralph              | 22 août           |
| Famille écureuil roux      | Fille                            | Saffron            | 4 septembre       |
| Famille écureuil roux      | Bébé (garçon)                    | Ambrose            | 17 avril          |
| Famille écureuil roux      | Jumeau (en beige)                | Alfie              | 16 juin           |
| Famille écureuil roux      | Jumelle (en rose)                | Alyssa             | 16 juin           |
| Famille chat soie          | Papa                             | Fred               | 23 juillet        |
| Famille chat soie          | Maman                            | Holly              | 22 février        |
| Famille chat soie          | Fils                             | Toby               | 28 décembre       |
| Famille chat soie          | Fille                            | Tiffany            | 29 avril          |
| Famille chat soie          | Bébé (fille)                     | Gilly              | 11 août           |
| Famille chat soie          | Jumeau (en jaune)                | George             | 15 mai            |
| Famille chat soie          | Jumelle (en rose)                | Ginni              | 15 mai            |
| Famille hérisson           | Papa                             | Hector             |                   |
| Famille hérisson           | Maman                            | Clara              |                   |
| Famille hérisson           | Fils                             | Pierre             |                   |
| Famille hérisson           | Fille                            | Kate               |                   |
| Famille hérisson           | Bébé (garçon)                    | Bilberry           |                   |
| Famille hérisson           | Jumeau (en jaune)                | Rio                | 26 mai            |
| Famille hérisson           | Jumelle (en rose)                | Maya               | 26 mai            |
| Famille lapin crème        | Papa                             | Alex               | 14 avril          |
| Famille lapin crème        | Maman                            | Kate               | 20 juin           |
| Famille lapin crème        | Fils                             | Oliver             | 15 février        |
| Famille lapin crème        | Fille                            | Rebecca            | 1er octobre       |
| Famille lapin crème        | Bébé (garçon)                    | Henry              | 17 mars           |
| Famille ours               | Papa                             | Patrick            | 24 avril          |
| Famille ours               | Maman                            | Margaret           | 5 juillet         |
| Famille ours               | Fils                             | Piers              | 25 décembre       |
| Famille ours               | Fille                            | Andromeda          | 20 mars           |
| Famille ours               | Bébé (garçon)                    | Jason              | 5 mar             |
| Famille ours               | Jumeau (en bleu)                 | Freddie            | 24 novembre       |
| Famille ours               | Jumelle (en rose)                | Halley             | 24 novembre       |
| Famille chat tigré         | Papa                             | Tigrettio          | 1er novembre      |
| Famille chat tigré         | Maman                            | Tigrettia          | 28 novembre       |
| Famille chat tigré         | Fils                             | Tigretto           | 22 juillet        |
| Famille chat tigré         | Fille                            | Tigretta           | 28 juin           |
| Famille chat tigré         | Bébé (fille)                     | Apricot            | 11 avril          |
| Famille chat tigré         | Jumeau (en bleu)                 | Tigrou             | 18 janvier        |
| Famille chat tigré         | Jumelle (en rose)                | Tigrette           | 18 janvier        |
| Famille chat chantilly     | Papa                             | Martin             | 1er novembre      |
| Famille chat chantilly     | Maman                            | Fraise             | 28 novembre       |
| Famille chat chantilly     | Fils                             | Tigretto           | 22 juillet        |
| Famille chat chantilly     | Fille                            | Tigretta           | 28 juin           |
| Famille chat chantilly     | Bébé (garçon)                    | Jasper             | 11 avril          |
| Famille chat chantilly     | Jumeau (en bleu)                 | Tigrou             | 18 janvier        |
| Famille chat chantilly     | Jumelle (en rose)                | Tigrette           | 18 janvier        |
| Famille panda              | Papa                             | Walter             |                   |
| Famille panda              | Maman                            | Felicia            |                   |
| Famille panda              | Fille                            | Philae             |                   |
| Famille panda              | Bébé (fille)                     | Rosalina           |                   |
| Famille panda              | Bébé (garçon)                    | Tyler              |                   |
| Famille panda              | Bébé (garçon)                    | Tony               |                   |
| Famille panda              | Bébé (garçon)                    | Luc                |                   |
| Famille chat persan        | Papa                             | Persantio          | 2 mai             |
| Famille chat persan        | Maman                            | Persantia          | 2 décembre        |
| Famille chat persan        | Fils                             | Angelica           | 28 mars           |
| Famille chat persan        | Fille                            | Persantita         | 29 août           |
| Famille chat persan        | Bébé (fille)                     | Bonnie             | 19 octobre        |
| Famille chat persan        | Jumeau (en bleu)                 | Persanto           | 29 juin           |
| Famille chat persan        | Jumelle (en rose)                | Persanta           | 29 juin           |
| Famille caniche            | Papa                             | Frank              | 11 janvier        |
| Famille caniche            | Maman                            | Veronica           | 20 août           |
| Famille caniche            | Fils                             | Eric               | 12 octobre        |
| Famille caniche            | Fille                            | Melinda            | 5 mai             |
| Famille caniche            | Bébé (garçon)                    | Milo               | 15 août           |
| Famille caniche            | Jumeau (en bleu)                 | Max                | 27 juillet        |
| Famille caniche            | Jumelle (en rose)                | Mia                | 27 juillet        |
| Famille lapin gris         | Papa                             | Aaron              | 10 août           |
| Famille lapin gris         | Maman                            | Sorrel             | 28 avril          |
| Famille lapin gris         | Fils                             | Ralph              | 8 septembre       |
| Famille lapin gris         | Fille                            | Willow             | 4 mai             |
| Famille lapin gris         | Bébé (garçon)                    | Charlie            | 7 juillet         |
| Famille lapin gris         | Jumeau (en bleu)                 | Comfrey            | 30 juillet        |
| Famille lapin gris         | Jumelle (en rose)                | Angelica           | 30 juillet        |
| Famille chien chiffon      | Papa                             | Arthurio           | 7 mai             |
| Famille chien chiffon      | Maman                            | Lolitia            | 6 juillet         |
| Famille chien chiffon      | Fils                             | Arthuro            | 7 août            |
| Famille chien chiffon      | Fille                            | Lolita             | 3 mars            |
| Famille chien chiffon      | Bébé (garçon)                    | Brooklyn           | 2 décembre        |
| Famille chien chiffon      | Jumeau (en beige)                | Arthur             | 6 janvier         |
| Famille chien chiffon      | Jumelle (en rose)                | Lola               | 6 janvier         |
| Famille chihuahua et fenec | Papa                             | Cesar              | 9 juin            |
| Famille chihuahua et fenec | Maman                            | Lyndi              | 21 octobre        |
| Famille chihuahua et fenec | Fils                             | Pablo              | 16 juillet        |
| Famille chihuahua et fenec | Fille                            | Laya               | 11 mars           |
| Famille chihuahua et fenec | Bébé (fille)                     | Joelynda           | 12 avril          |
| Famille chihuahua et fenec | Jumeau (en vert)                 | Lucas              | 28 septembre      |
| Famille chihuahua et fenec | Jumelle (en beige)... bebe adopt | Naomie Ariel,Belle | 28 septembre      |
| Famille hamster            | Papa                             | Huckleberry        |                   |
| Famille hamster            | Maman                            | Hilda              |                   |
| Famille hamster            | Fils                             | George             |                   |
| Famille hamster            | Fille                            | Jane               |                   |
| Famille kangourou          | Papa                             | Bruce              |                   |
| Famille kangourou          | Maman                            | Shelia             |                   |
| Famille kangourou          | Fille                            | Joanne             |                   |
| Famille kangourou          | Bébé (fille) Bébé adopter        | Elsa Loly          |                   |
| Famille chat bicolore      | Papa                             | Dr. Noiro          | 7 octobre         |
| Famille chat bicolore      | Maman                            | Vertia             | 19 décembre       |
| Famille chat bicolore      | Fille                            | Rosita             | 13 juin           |
| Famille chat bicolore      | Fille                            | Bleuchia           | 13 juin           |
| Famille chat bicolore      | Bébé (fille)                     | Lily               | 1er avril         |
| Famille singe              | Papa                             | Geoff              | 5 août            |
| Famille singe              | Maman                            | Shirley            | 21 novembre       |
| Famille singe              | Fille                            | Katie              | 16 janvier        |
| Famille panda roux         | Papa                             | Ritchi             | 27 septembre      |
| Famille panda roux         | Maman                            | Rosalia            | 4 mars            |
| Famille panda roux         | Fille                            | Roxy               | 2 juin            |
| Famille chat roux          | Papa                             | Theodore           | 6 octobre         |
| Famille chat roux          | Maman                            | Georgina           | 27 août           |
| Famille chat roux          | Fils                             | Jasper             | 17 juillet        |
| Famille chat roux          | Fille                            | Millie             | 31 juillet        |
| Famille chat roux          | Bébé (garçon)                    | Alfie              | 19 janvier        |
| Famille chat roux          | Jumelle (en orange)              | Misty              | 1er mai           |
| Famille chat roux          | Jumelle (en rose)                | Daisy              | 1er mai           |
| Famille souris marshmallow | Papa                             | Bernard            | 11 novembre       |
| Famille souris marshmallow | Maman                            | Bianca             | 12 septembre      |
| Famille souris marshmallow | Fils                             | Christopher        | 9 octobre         |
| Famille souris marshmallow | Fille                            | Katherine          | 28 mai            |
| Famille souris marshmallow | Bébé (fille)                     | Rosy               | 31 août           |
| Famille souris marshmallow | Triplé (fille, en bleu)          | Mary               | 21 décembre       |
| Famille souris marshmallow | Triplé (garçon, en jaune)        | Edward             | 21 décembre       |
| Famille souris marshmallow | Triplé (fille, en rose)          | Elizabeth          | 21 décembre       |

### Les habitants de la ville
| Famille                    | Rôle          | Prénom    | Date de naissance |
| -------------------------- | ------------- | --------- | ----------------- |
| Famille lapin chocolat     | Grande sœur   | Stella    | 29 novembre       |
| Famille chat soie          | Grande sœur   | Lulu      | 9 mai             |
| Famille caniche            | Grande sœur   | Laura     | 8 août            |
| Famille lion               | Lion pianiste | Lionel    | 18 juin           |
| Famille lapin crème        | Grande sœur   | Catherine |                   |
| Famille chat roux          | Grande sœur   | Miranda   |                   |
| Famille souris marshmallow | Grande sœur   | Stéphanie |                   |
| Famille lapin cannelle     | Grand frère   | William   |                   |

## Médias

### Séries d'animation
Trois séries d'animation furent inspirées du monde des Sylvaniens : 
- Les Sylvaniens (1987, série télévisée américano-franco-japonaise) ;
- Histoire de Sylvaniens (1988, série britannique en stop-motion) ;
- Les Sylvaniens (2007, série japonaise d'animation 3D).

### Jeux vidéo
En parallèle des séries d'animation, sept jeux vidéo mettant en scène les Sylvaniens ont été produits par Epoch :
- 1999 : Sylvanian Families: Otogi no Kuni no Pendant (Game Boy Color)
- 2000 : Sylvania Melody (Game Boy Color)
- 2001 : Sylvanian Families 2: Irozuku Mori no Fantasy (Game Boy Color)
- 2001 : Sylvanian Families 3: Hoshifuru Yoru no Sunatokei (Game Boy Color)
- 2002 : Sylvania Families 4: Meguru Kisetsu no Tapestry (Game Boy Advance)
- 2003 : Sylvania Family: Yosei no Stick to Fushigi no Ki - Maron Inu no Onna no Ko (Game Boy Advance)
- 2004 : Sylvania Families: Fashion Designer ni Naritai! Kurumi Risu no Onna no Ko (Game Boy Advance)

### Films
• 2024 : Sylvanian Families : Le Cadeau de Freya, de Kazuya Konaka